# Награда „Хюго“ за най-добра повест
Награда „Хюго“ за най-добра повест (на английски: Hugo Award for Best Novella) е една от категориите, в които се връчва награда „Хюго“. Първата награда в тази категория е връчена през 1968 г., но са връчени ретроспективни награди за 1946 г., 1951 г. и 1954 г. съответно през 1996 г., 2001 г. и 2004 г. В историята на тази категория два пъти е имало равен резултат. В такъв случай награда „Хюго“ получават и двете произведения.

## Победители

##### 1946
Animal Farm – Джордж Оруел

##### 1951
The Man Who Sold the Moon – Робърт Хайнлайн

##### 1954
A Case of Conscience – Джеймс Блиш

##### 1968
- Weyr Search – Ан Макафри
- Riders of the Purple Wage – Филип Фармър

##### 1969
Nightwings – Робърт Силвърбърг

##### 1970
Ship of Shadows – Фриц Лейбър

##### 1971
Ill Met in Lankhmar – Фриц Лейбър

##### 1972
The Queen of Air and Darkness – Пол Андерсън

##### 1973
The Word for World is Forest – Урсула ле Гуин

##### 1974
The Girl Who Was Plugged In – Джеймс Трипти

##### 1975
A Song for Lya – Джордж Мартин

##### 1976
Home Is the Hangman – Роджър Зелазни

##### 1977
- By Any Other Name – Спайдър Робинсън
- Houston, Houston, Do You Read? – Джеймс Трипти

##### 1978
Stardance – Спайдър Робинсън и Джийн Робинсън

##### 1979
The Persistence of Vision – Джон Варли

##### 1980
Enemy Mine – Бари Лонгиър

##### 1981
Lost Dorsai – Гордън Диксън

##### 1982
The Saturn Game – Пол Андерсън

##### 1983
Souls – Джоана Рус

##### 1984
Cascade Point – Тимъти Зан

##### 1985
Press Enter („Натиснете Enter“) – Джон Варли

##### 1986
24 Views of Mt. Fuji, by Hokusai – Роджър Зелазни

##### 1987
Gilgamesh in the Outback – Робърт Силвърбърг

##### 1988
Eye for Eye – Орсън Кард

##### 1989
The Last of the Winnebagos – Кони Уилис

##### 1990
The Mountains of Mourning – Лоис Бюджолд

##### 1991
The Hemingway Hoax – Джо Холдеман

##### 1992
Beggars in Spain – Нанси Крес

##### 1993
Barnacle Bill the Spacer – Лусиъс Шепард

##### 1994
Down in the Bottomlands – Хари Търтледов

##### 1995
Seven Views of Olduvai Gorge – Майк Резник

##### 1996
The Death of Captain Future – Алън Стийл

##### 1997
Blood of the Dragon – Джордж Мартин

##### 1998
Where Angels Fear to Tread – Алън Стийл

##### 1999
Oceanic – Грег Еган

##### 2000
The Winds of Marble Arch – Кони Уилис

##### 2001
The Ultimate Earth – Джак Уилямсън

##### 2002
Fast Times at Fairmont High – Върнър Виндж

##### 2003
Coraline – Нийл Геймън

##### 2004
The Cookie Monster – Върнър Виндж

##### 2005
The Concrete Jungle – Чарлс Строс

##### 2006
Inside Job – Кони Уилис

##### 2007
A Billion Eves – Робърт Рид

##### 2008
All Seated on the Ground – Кони Уилис

##### 2009
The Erdmann Nexus – Нанси Крес

##### 2010
Palimpsest – Чарлз Строс

##### 2011
The Lifecycle of Software Objects – Тед Чан

##### 2012
The Man Who Bridged the Mist – Кидж Джонсън

##### 2013
The Emperor's Soul – Брандън Сандерсън

##### 2014
Equoid – Чарлз Строс